# Sevilla la Nueva (Jamaica)
Sevilla La Nueva fue la primera ciudad colonial española establecida en Jamaica y una de las primeras fundaciones españolas en el Caribe. Fundada en 1509, en la costa norte de la isla, por Juan de Esquivel, fue sede de la primera capital de la Jamaica española y la tercera capital hispánica en ser establecida en América.
Los restos del antiguo asentamiento se encuentran al oeste de la actual Saint Ann's Bay.

## Historia
Cristóbal Colón, a lo largo de su segundo viaje, el 5 de mayo de 1494 descubre la actual Jamaica, que bautiza como Santiago. Desembarca en la bahía de Santa Gloria, actual bahía de St. Ann y reclama la isla para la Corona de Castilla.
Aunque Colón volvió a Santa Gloria en junio de 1503 en su cuarto viaje, tuvo que permanecer allí, buscando refugio en una aldea taína llamada Maima, durante un año al haber encallado sus dos barcos, el Capitana y el Santiago en la bahía, antes de que les rescataran desde una expedición proveniente de Santo Domingo.
Diego Colón, hijo de Cristóbal Colón, gobernador de la isla La Española, en 1508 nombra como su teniente al sevillano Juan de Esquivel para la pacificación y poblamiento de la isla. Al frente de ochenta hombres y sus familias, funda en Jamaica, al oeste de Santa Gloria, la capital de la isla, Sevilla la Nueva, nombre elegido por su lugar de nacimiento y, más tarde, Melilla. 
Comienzan los repartimientos de tierras para su cultivo y se preocupa por la conversión de los nativos taínos. Construye un astillero para que le sirviera para reparación de navíos, futura expansión hacia el sur y base de aprovisionamiento, viviendas, una iglesia y una fortaleza. La iglesia, que fue construida provisionalmente con madera y paja, y luego, con materiales duraderos como parte de un convento franciscano dependiente del obispado de Santiago de Cuba, y su abad, Pedro Mártir de Anglería.
En 1518, el nuevo teniente de gobernador, Francisco de Garay, cuando ya la población alcanzaba 500 colonos, ordenó trasladar la ciudad a un terreno más alto, más alejado del manglar, que había provocado graves problemas de salubridad, simplificando su nombre como Sevilla. Garay promocionó el cultivo de coco y caña de azúcar y construyó el primer ingenio azucarero de la isla que, a principios de la década de 1520, producía alrededor de 150 toneladas de azúcar al año.
Probablemente debido a la situación costera de la ciudad en el norte de la isla, donde los vientos contrarios dificultaban el regreso de los navíos y que la navegación era más favorable por el sur isleño, en 1534 fue reubicada en gran parte, a Villa de la Vega, llamada posteriormente Santiago de la Vega (actual Spanish Town) en el lado sureste de la isla y a 16 km de la costa. Sería la segunda capital española de Jamaica.
A pesar de la reubicación, parece que algunos habitantes continuaron ocupando el sitio inicial. Al final, Sevilla la Nueva fue atacada por corsarios franceses y sus últimos habitantes colgados en 1554.
En la actualidad, el parque Seville Heritage Park se erige en el lugar de la antigua ciudad, conservando algunas de sus ruinas. En 2009, el sitio fue añadido a la lista tentativa de Patrimonio Mundial de la UNESCO.